# Cartes
Cartes è un comune spagnolo situato nella comunità autonoma della Cantabria, comarca di Besaya.
Composto da 11 nuclei compreso il capoluogo di nome Cartes, noto come Villa de Torreones per la sua fortezza simbolo della famiglia dei Manrique che furono signori della comarca. È molto vicino a Torrelavega e dista 30,5 km da Santander.
Già tradizionale comune rurale dedito all'agricoltura e all'allevamento del bestiame, a partire dall'ultimo decennio del XX secolo ha iniziato una fase di crescita del numero di abitanti e di sviluppo economico e l'abbandono da parte dei giovani dell'attività agropastorale in concomitanza con il decollo industriale della vicina Torrelavega, nelle cui industrie trovano lavoro i giovani del paese. Una statistica recente relativa al settore d'impiego della popolazione attiva vede infatti al primo posto il settore dei servizi con il 57% del totale seguito da quello dell'industria e artigianato col 40% e solo il 3% della popolazione attiva si dedica all'agricoltura e all'allevamento del bestiame. Il tasso di attività è del 57,4% della popolazione totale, superiore a quello medio della Cantabria che è del 52,5%. L'aumento della popolazione dal 1991 ad oggi è stato del 43,7% ed è dovuto alla scelta di molte persone impiegate nelle imprese dei vicini paesi industriali di risiedere in questo più tranquillo comune.

## Storia
Dai diversi siti archeologici del territorio risulta una presenza umana dall'epoca del paleolitico e nella protostoria l'esistenza di nuclei stabili abitati da tribù celtiberiche cui seguirono i Romani e, a questi, i Visigoti che svolsero opera di cristianizzazione.
Nel 750 la zona fu ripopolata da Alfonso I re delle Asturie e i vari centri abitati furono soggetti al Monasterio de Santa Maria di Yermo fondato all'inizio del IX secolo dai vescovi Severino e Anulfo che aveva influenza su quasi un centinaio di località. Il Monastero nell'853 passò poi coi suoi poteri e diritti al vescovato di Oviedo. Secondo un documento del 1352 Cartes era in quell'epoca uno dei più importanti e floridi centri delle Asturies de Santillana sì da suscitare le mire delle famiglie dei Manrique e dei Vega che se ne contesero la signoria. Nel 1421 se ne impossessò Juan Carlos Garcia de Leon a nome dei conti di Castañeda e nel 1421 divenne signore Garci Fernandes Manrique primo conte di Castañeda e marchese di Aguilar che, nella chiesa di San Martin, ricevette l'omaggio del Consiglio del paese e dei 66 vassalli che aveva in questi luoghi.
Nel XV secolo Cartes si consolidò come centro di deposito e transito delle merci di tutta la comarca e l'attività agraria e dell'allevamento del bestiame era ancora la principale. Un ulteriore espandersi delle attività commerciali si ebbe grazie all'apertura della strada reale fra Santander e Reinosa. All'inizio del XVIII secolo si costituì la provincia di Cantabria e i rappresentanti di Cartes parteciparono regolarmente alle Juntas di questa provincia.
Nel 1822 nel quadro della riforma amministrativa del regno di Spagna si formò il comune costituzionale con capoluogo Cartes, al quale si aggregarono nel 1892 i centri di Mercedal e Sierra Elsa. L'industrializzazione di centri vicini, in particolare di Torrelavega, non si estese anche a Cartes, dove non ci furono nuovi insediamenti di imprese industriali, ma causò ugualmente un grande cambiamento della sua società e della sua economia. Nell'arco di un decennio a cavallo dell'inizio del secolo attuale la popolazione aumentò notevolmente, l'attività agropastorale, che era stata per secoli la principale, si ridusse al minimo e nacque il fenomeno, inesistente nel passato rurale, del "pendolarismo" delle persone fra la residenza e il luogo di lavoro al di fuori dei confini comunali.

## Monumenti e luoghi d'interesse
Cuevona di Bedicó, grande grotta e giacimento paleolitico, Santa Maria de Yermo, chiesa costruita nel 1203 sul preesistente monastero di Santa Maria dichiarata bene d'interesse culturale, San Pantaleon chiesa del XVII secolo, le chiese parrocchiali di Sierra Elsa del XVIII secolo e di Riocorvo del 1804, l'Ermita de San Cipriano del XVII secolo, meta di pellegrinaggi da tutta la Cantabria, i Torreones, fortezza del XV secolo, l'Ayuntamiento edificio municipale del XVI secolo, riformato nel 1672, la Casa de los pulpitos del XVIII secolo nella località di Corral, la Casa de los Alonso del XVII secolo, la Casa de García Bustamante del 1692 a Mercedal.
Sono inoltre stati dichiarati Bien de intéres cultural historico artistico il Conjunto monumental de Cartes, cioè tutto il complesso monumentale del paese capoluogo e il casco urbano, cioè il centro storico, di Riocorvo in cui si notano la Casa de Velarde del XVII secolo e la Casa Palacio de los Alonso Caballero del XVIII secolo.

## Feste
Il 16 settembre c'è la festa di San Cipriano dichiarata d'interesse turistico regionale, in cui si effettua anche da altre località della Cantabria una romeria, cioè un pellegrinaggio all'ermita (santuario, chiesa isolata) del santo con al mattino la processione accompagnata dal suono dei tamburelli, dalle danze e dalle canzoni in onore del santo e la messa solenne; finiti i riti religiosi ha inizio la merenda campestre nel prato vicino alla chiesa seguita dalla festa con giochi, canti e balli e dalla verbena (festa notturna) con un'orchestra che accompagna i balli e le bevute e ritorno a casa sempre cantando. Come negli altri paesi della regione all'inizio di marzo i giovani fanno Las marzas per annunciare l'arrivo della primavera: vestiti dei costumi tradizionali percorrono le strade del centro suonando e cantando degli stornelli la cui prima strofa inizia col verso Marzo florido seas bienvenido.
Altre feste si effettuano il 24 giugno, l'Ascension, e il 25 luglio, Santiago Apostol, nel paese di Santiago de Cartes.